# Symfonie nr. 2 (Winter-Hjelm)
Otto Winter-Hjelm voltooide zijn Symfonie nr. 2 in B klein in 1863. Hij schreef deze symfonie vlak nadat zijn Symfonie nr. 1 goed was ontvangen. Het probleem was dat Noorwegen in die jaren nog geen goed orkest had. Een uitvoering van deze tweede symfonie rond de tijd van componeren is dan ook niet bekend. De eerst bekende uitvoering vond plaats op 8 mei 1881. De componist dirigeerde zelf het orkest van het Christiania Theater in dat theater. De symfonie is voornamelijk bekend in Noorwegen vanwege het feit dat Winter-Hjelm Noorse volksmuziek integreerde in de klassieke muziek. Dit zou later overgenomen worden door Edvard Grieg alhoewel er onduidelijkheid is of Grieg ooit de symfonieën van Winter-Hjelm gehoord heeft. Winter-Hjelm en Grieg hadden goed contact met elkaar. Zij waren beiden betrokken bij de oprichting van de eerste muziekscholen in Noorwegen.
Het teruggrijpen op Noorse volksmuziek blijkt onder meer uit de subtitels van de delen 1 en 2:
1. Allegro non tanto (Vikingeliv/Leven van een Viking))
2. Andatino pastorale (Livet til fjelds/Leven in de bergen)
3. Allegro molto vivace (Nattefantasier)
4. Allegro vivace

Het laatste deel is (opnieuw) gecompleteerd door Johan Kvandal. 
Een opname van het werk werd in 2020 uitgebracht op het Noorse label Simax, gespeeld door het Noorse Radio Symfonieorkest onder Michael Harth-Bedoya.